# 下村麻貴
下村 麻貴（しもむら まき、1974年9月14日 - ）は、九州地方を拠点に活動する日本のフリーアナウンサー、飲食店経営者。この名義を用いていたのは特定の時期のみであり、それ以外の期間には鶴田 麻貴子（つるた まきこ）として活動している。

## 来歴
兵庫県神戸市出身。同志社大学卒業。
大学を卒業後、1999年4月から2007年7月までテレビ宮崎 (UMK) のアナウンサーを務めていた。退社当日には夫との婚姻届を提出しており、2008年1月に式を挙げている。
退社・入籍後にはフリーに転向し、宮崎県を拠点に活動。県内の披露宴やイベントの司会を務める一方で、テレビ宮崎の報道の仕事にヘルプで入っていた。その関係から、退社後も『UMKスーパーニュース』の特定コーナーに出演していた。
2009年9月、夫とともに佐賀県へ転居。これを機に活動拠点を九州北部へと移し、同時に下村麻貴名義での活動を開始した。名義の変更後、2009年10月から2012年3月まで九州朝日放送 (KBC) の番組に出演していた。
その後は、2012年4月から2018年3月までサガテレビ (SAGA TV) の契約キャスターを務めていた。サガテレビにおいては、同局公式サイトの「アナウンサー」にプロフィールページとブログが設けられるなど、局アナの1人として扱われていた。途中、2014年9月29日付で活動名義を鶴田麻貴子に戻しており、契約の終了後にも引き続きこの名義で活動している。
2018年5月、JR佐賀駅南の佐賀市愛敬町に自身の名を冠する飲食店「和酒 鶴」をオープンした。以後は、店の経営をしながら放送業界での仕事も続けている。

## 人物
釣りとパン作りが趣味であり、自身のオフィシャルブログに釣果やパン試作品の写真を掲載している。

## 担当番組

### テレビ宮崎
- UMKスーパーサタデー JAGA2天国 - リポーター[11]
- HOT WAVE[2]
- サンデーみやざき[2]
- 週刊スポーツ宮崎[12]
- うぃーく.COM〜UMK news weekly〜 - キャスター[13]

### フリー転向後
- UMKスーパーニュース（テレビ宮崎） - 「情報特急」担当。フリー転向後に1年間出演していた。
- KBCニュース（九州朝日放送） - キャスター。KBCラジオ版も兼務[6]。
- FOR YOU（九州朝日放送） - 番組ロケ担当[7]
- stsスーパーニュース → SAGA TVスーパーニュース（サガテレビ） - キャスター
- かちかちワイド（サガテレビ） - ニュースキャスター
- かちかちPress（サガテレビ） - ニュースキャスター
- ドキュメント九州（九州・沖縄地区のFNS加盟8局ブロックネット番組） - サガテレビ制作回ナレーター（不定期）[14]
- 福岡NEWSファイル CUBE（テレビ西日本） - 中継担当[10]